# Hermann Panzo
Hermann Panzo (* 8. Februar 1958 in Saint-Esprit, Martinique; † 30. Juli 1999 in Fort-de-France, Martinique) war ein französischer Leichtathlet.
Panzo wurde 1977 Junioreneuropameister im 100-Meter-Lauf und siegte 1978 und 1980 bei den französischen Meisterschaften über diese Distanz. Bei den Leichtathletik-Europameisterschaften 1978 in Prag belegte er mit der französischen 4-mal-100-Meter-Staffel den vierten Platz.
Bei den Olympischen Spielen 1980 in Moskau gewann Panzo als Schlussläufer in der 4-mal-100-Meter-Staffel gemeinsam mit Antoine Richard, Pascal Barré und Patrick Barré die Bronzemedaille hinter den Mannschaften aus der Sowjetunion und Polen. Im 100-Meter-Lauf belegte er im Finale den achten Rang.
Hermann Panzo war 1,80 m groß und hatte ein Wettkampfgewicht von 77 kg. Er starb im Alter von 41 Jahren an den Folgen eines Schlaganfalls.

## Bestleistungen
- 100 m: 10,14 s, 21. August 1981, West-Berlin, ISTAF